# Uganda
Uganda, formellt Republiken Uganda, är en inlandsstat i Östafrika. Landet gränsar till Kongo-Kinshasa i väst, Sydsudan i norr, Kenya i öst, Tanzania i syd och Rwanda i sydväst. Gränsen till Kenya och Tanzania går delvis genom Victoriasjön.
Uganda blev en brittisk koloni 1888 då Ugandaprotektoratet etablerades, men blev självständigt 1962.

## Namn
Namnet Uganda härstammar från Buganda som under 1700- och 1800-talen var en mäktig stat i Östafrika. Britterna kom från år 1894 att använda namnet Buganda för sin östafrikanska koloni.

## Historia
De tidigaste människorna som bodde i det nuvarande Uganda var jägare och samlare. För omkring 2300 till 1700 år sedan invandrade bantutalande folk från centrala och västra Afrika och befolkade större delen av de sydligare delarna av landet. Invandrarna förde med sig ett utökat kunnande om jordbruk, kunskap om järnbearbetning och nya idéer om social och politisk organisation, som vid 1400-talet eller 1500-talet ledde till att centraliserade kungariken utvecklades, däribland rikena Buganda, Bunyoro-Kitara och Ankole.
Nilotiska folk, däribland luo och ateker, invandrade norrifrån till området, troligen omkring 100 e.Kr. De bedrev boskapsskötsel och odling för husbehov och bosatte sig mestadels i de norra och östra delarna av landet. Vissa luo invaderade Bunyoroområdet och assimilerades med bantufolken där. De upprättade Babiitodynastin som den nuvarande härskaren av Bunyoro-Kitara tillhör. Luomigrationen fortskred fram till 1500-talet, och vissa luo bosatte sig bland bantufolk i östra Uganda och fortsatte till den östra sidan av Victoriasjön i Kenya och Tanzania. Ateker (karimojong- och tesofolken) bosatte sig i de nordöstra och östra delarna av landet, och vissa sammansmälte med luo i området norr om Kyogasjön.
När arabiska handelsmän flyttade in i landet från sina enklaver längs Östafrikas kust och nådde det inre av Uganda på 1830-talet, fann de flera kungariken med välutvecklade politiska institutioner. Dessa handelsmän följdes på 1860-talet av brittiska utforskare som letade efter Nilens källa. Protestantiska missionärer kom till landet 1877, följda av katolska missionärer 1879.

### Förhistoria
Området som idag utgör Uganda har varit bebott i åtminstone 5000 år. Norra Uganda befolkades runt år 3000 f.Kr. av folk från Nubien. Senare kom sudanesiska invandrare att bosätta sig längre söderut. Nilotiska folk invandrade norrifrån omkring 500 f.Kr.
De ugandiska folken levde relativt isolerat till mellan 300 f.Kr och 300 e.Kr. En bantutalande population som sannolikt kom från Centralafrika, migrerade till den sydligaste delen av det som idag är Uganda och slog sig ner vid Victoriasjöns stränder, senast under det första årtusendet efter Kristi födelse. Någon gång under 1400- eller 1500-talet hade de bantutalande folket utvecklat centralstyrda kungadömen.
Det stora kungadömet Kitara (även känt som Bachwezi eller Chwezi) omfattade det mesta av områdena mellan och runt de stora sjöarna Albertsjön, Tanganyikasjön, Victoriasjön och Kyogasjön. Det som blev kungadömets huvudstad och kring vilket hela regionens struktur byggdes, var området som senare blev Ankole. Kungadömet anses ha styrts av Bachwezi-dynastin under 1400- och 1500-talet, efter en halvlegendarisk dynasti som idag är känd som Batembuzi. Bunyoro-Kitara hävdar att man är föregångare till de senare skapade kungadömena Buganda och Ankole. Riket tros ha kollapsat i samband med en invasion från det nilotiska luo-folket.
Tvillingarna Rukidi Mpuuga och Kato Kimera tros vara de första kungarna av Bunyonro och Buganda efter Chwezi-imperiets kollaps, vilken lade grunden för Babiito- och Bambejja-dynastierna. Nilotiska folk, däribland luo och ateker, kom invandrande från norr, sannolikt med början omkring 120 e.Kr. De var boskapsförande nomader och herdar som också odlade men utan att ha ett befäst landägande. De bosatte sig i det som idag är den norra delen av Uganda, norra Kenya och Sydsudan. En del luo invaderade Bunyoros land längs Albertsjöns östra strand och assimilerades med bantufolken där, och kom så att etablera Babiito-dynastin, som den nuvarande omukama (kungen) av Bunyoro-Kitara tillhör. Luoinvandringen fortsatte fram till 1600-talet, och många luo bosatte sig bland bantufolken i östra Uganda, medan andra fortsatte ner mot Victoriasjöns stränder i det som idag är Kenya och Tanzania. Ateker-folket (karimojong och iteso) bosatte sig huvudsakligen i det som idag kallas Karamoja, i bergen mellan Uganda och Kenya, medan andra beblandades med luo i området norr om Kyogasjön.

### Kolonialhistoria
Fram till mitten av 1800-talet var Centralafrika relativt isolerat, med intern handel och interna konflikter mellan kungadömena. Kontakter med omvärlden knöts framförallt i samband med att efterfrågan på ugandiskt elfenben ökade. Som en följd av utvecklingen av skjutvapen hade det blivit relativt lätt att döda elefanter och därigenom hade elefantstammen närmare kusten minskat betydligt.
På 1840-talet kom Swahili-talande handelsmän österifrån och detta var en period  då Buganda växte sig starkare. Handelsmännen ville handla med elfenben och slavar. År 1856 togs den första europeiska upptäcktsresanden, John Speke, emot, och därefter anlände även missionärer. På 1860-talet attackerades acholiska områden, ì det som idag utgör norra Uganda, av sudanesiska och egyptiska slavhandlare.
Genom karavanhandel från Indiska Oceanen fick Bugandas kung tillgång till skjutvapen, vilket var en av orsakerna till att riket växte. Samtidigt spreds islam i området. I syfte att förhindra Egyptens påverkan och expansion till Buganda bjöd kung Mutesa I på 1870-talet  in kristna missionärer och europeiska upptäcktsresande, som Henry Morton Stanley, till landet. Under 1880-talet eskalerade spänningarna mellan kristna och muslimer vilket ledde till ett inbördeskrig som varade in på 1890-talet. Tyska och brittiska intressenter komplicerade konflikten genom sin inblandning, i samband med deras egen kapplöpning om Afrika. Genom en överenskommelse mellan Tyskland och Storbritannien kom Uganda att bli brittiskt intresseområde.
Enligt avtalet som tecknades år 1890 mellan Tyskland och Storbritannien, preciserades att området norr om 1:a longituden var en brittisk intressesfär. Därefter påbörjade British East Africa Company en kolonisering av området.  Under kolonialtiden var Uganda känt som The Pearl of Africa ("Afrikas pärla").
Efter att ha fått kontroll över Buganda och fått Tyskland att avstå från anspråk i regionen genom Helgoland-Zanzibar-fördraget, utvidgade Samväldet sina anspråk. Efter en fem år lång blodig konflikt hade britterna ockuperat kungariket Bunyoro och erövrat Acholi och de norra områdena, och protektoratet fick ungefär de gränser som Uganda nu har.
Nubiska legosoldater gjorde uppror år 1897, vilket med svårighet kuvades efter två års strider. De kristna i Buganda, som varit på den brittiska sidan, belönades rikligt genom att Buganda fick en särställning och områden från Bunyoro anslöts till Buganda. Detta ledde till nya konflikter efter självständigheten. För att kompensera för de stora utgifter striderna förorsakat britterna, skulle den nya kommissionären Harry H. Johnston snabbt åstadkomma en effektiv administration och driva in skatter. För att lyckas gav han efter svåra förhandlingar ledarna i Buganda och deras anhängare stora förmåner, bland annat hälften av marken i Buganda. De kom också att erbjuda sig att stå för den lokala administrationen. I synnerhet i Bunyoro kom bugandernas kulturchauvinism som lokala makthavare att väcka starkt motstånd. Genom ett uppror 1907 upphörde det bugandiska styret i Bunyoro. Trots motstånd erövrade britterna allt större områden och runt år 1918 gick Ugandaprotektoratet sin slutliga form, där Buganda utgjorde en egen provins.
Under 1900-talet investerade Storbritannien i utbyggnaden av järnvägar i Ugandaprotektoratet och arbetskraften var företrädesvis indier. Efter första världskriget kom både industrin och handeln att domineras av indiska företagare, samtidigt uppmuntrades inte europeisk migrering till området.
År 1921 etablerades en lagstiftande församling i protektoratet, varvid inga afrikaner inledningsvis deltog men däremot indier. Det finns inte heller någonting som tyder på att afrikanerna var intresserade av att delta i församlingen. Det mest politiskt avancerade folket, Ganda-folket, betraktade i stället sitt eget råd, lukiko, som landets viktigaste församling. Först efter andra världskriget, när nationalismen ökat, var afrikaner delaktiga i den lagstiftande församlingen.
Ett exempel på hur afrikaner särbehandlades är Imperial Hotel (The Grand Imperial Hotel) i centrala Kampala, där det utanför hotellet fanns en skylt med texten "afrikaner och hundar inte tillåtna".

### Under Obote 1962–1971

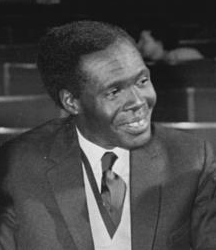
Milton Obote.

Uganda blev självständigt från Storbritannien 1962, men kvarstod som medlem i Brittiska samväldet. De första fria valen efter självständigheten hölls 1962 och vanns av en allians mellan Uganda People's Congress (UPC) och Kabaka Yekka (KY). UPC och KY bildade då den första valda församlingen med Milton Obote som regeringschef. Kungen av Buganda Edward Muteesa II utnämndes till president och William Wilberforce Nadiope, hövding för Busogastammen, utsågs till vicepresident.
Efter en maktkamp 1966 mellan den Oboteledda regimen och kung Muteesa, genomförde det UPC-dominerade parlamentet en statskupp och avsatte presidenten och vicepresidenten. Under 1967 drevs en ny författning igenom och Uganda utropades till republik samtidigt som de kungliga ätterna berövades all makt och alla egendomar. Obote utropades till "verkställande president" utan vare sig val eller folkomröstning.

### Under Amin 1971–1979
Den 25 januari 1971 störtades Milton Obotes diktatur genom en militärkupp som leddes av befälhavaren Idi Amin. År 1971  utropade Amin sig själv till president och överbefälhavare, 1975 till fältmarskalk och 1976 till president på livstid.
Amins åtta år som diktator ledde Uganda till ekonomisk kris, social misär och grova brott mot de mänskliga rättigheterna skedde. Särskilt de etniska grupperna acholi och langhi drabbades hårt eftersom dessa hade varit förbundna med Milton Obotes regim. Amin lät också utvisa 50 000 medborgare av indiskt ursprung och beslagtog deras egendom. Detta gjordes för att Obote och hans regering hade tillåtit indier att komma in i landet och Amin hävdade därmed att de var i maskopi med Obote. Amin uttalade även att han skulle se till att britternas välde krympte över hela Afrika, vilket väckte britternas motstånd mot honom. I oktober 1978 slog Tanzanias armé tillbaka ett anfall från Uganda. Med hjälp av inhemsk motståndsrörelse, Uganda National Liberation Army, kunde till slut huvudstaden Kampala intas den 11 april 1979 varvid Amins regim störtades och han själv lämnade landet.  Idi Amins diktatoriska regim mellan 1971 och 1979 var ansvarig för 300 000 motståndares död och för utvisandet av alla med indisk bakgrund och konfiskeringen av deras egendom.

### Obotes andra period 1980–1985
Efter flera kortvariga presidenter under 1979 tog en militärkommission över makten och utlyste på våren 1980 Ugandas andra parlamentsval som kom att hållas i december samma år. Detta resulterade i att Milton Obote återigen vann och blev landets president. Valet kantades av ett antal oegentligheter men fick likväl godkänt betyg av den grupp från det brittiska samväldet som övervakade valet.
Obote blev återigen avsatt 1985 av general Tito Okello. Okello härskade i sin tur i sex månader innan den grupp av samlad opposition som idag styr Uganda avsatte honom. Detta skedde genom att de tog till vapen och genom det "bush war" som National Resistance Army (NRA) under ledning av nuvarande president, Yoweri Museveni, och ett antal olika rebellgrupper, bland andra Federal Democratic Movement of Uganda (FEDEMU) under Andrew Kayiira och en annan under John Nkwaanga, genomförde.

### Museveni 1986 och framåt

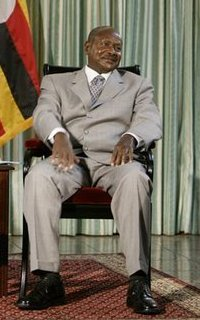
Yoweri Museveni, president i Uganda.

Museveni tog över presidentposten år 1986 efter att National Resistance Army intagit Kampala samma år. Museveni sökte överbrygga de etniska splittringarna i landet, bland annat genom att åter ge Buganda en ny kabaka. År 1994 genomfördes val till nationalförsamlingen under ordnade former och nationalförsamlingen antog året därpå en ny grundlag. Av den nya grundlagen framgick att landets distrikt skulle få en viss autonomi samt att landet skulle ha ett styre utan partier.
År 1996 hölls det första presidentvalet under den nya konstitutionen där Museveni vann med en klar majoritet och han segrade även i valet år 2001. Under samma period utökade Herrens motståndsarmé sitt motstånd mot Musevenis regim. Konflikten orsakade i början av 2000-talet en stor flyktingkatastrof i den norra delen av landet, med mer än en miljon flyktingar. Många krigsförbrytelser begicks, däribland bortförandet av 10 000-tals barn som slavar och barnsoldater.  I mitten av 00-talet hölls upprepade fredsförhandlingar, men samtliga bröt samman. I en gemensam insats med södra Sudan, numer Sydsudan, och Kongo-Kinshasa sökte man bekämpa Herrens motståndarmé, men misslyckades och attackerna fortsatte men flyttades till Sudan, Kongo-Kinshasa och Centralafrikanska republiken.
År 2005 återgick Uganda till flerpartisystem efter en folkomröstning som stödde förslaget. Valresultatet kom att accepteras, inte minst på grund av pressen från utländska biståndsgivare. Året därpå ställde Museveni upp som kandidat för Nationella Motståndsrörelsen; ett val han vann efter en lagändring som gjorde det möjligt att inneha presidentposten mer än två mandatperioder. Inför valet fängslades den viktigaste motkandidaten Kizza Besigye, som dock släpptes strax innan valet för att kunna kandidera. Även i valet år 2011 ställde Museveni upp mot Besigye och Museveni vann återigen valet. Inspirerade av arabiska våren år 2011 uppmanade oppositionen till demonstrationer mot höga mat- och drivmedelspriser. Demonstrationerna slogs ner med våld och oppositionsledare fängslades.
I presidenvalet år 2016 fick Museveni 60 procent av rösterna mot drygt 35 procent för den främsta oppositionskandidaten, men observatörer från EU och Samväldet kritiserade valkommissionen för partiskhet och bristande transparens.
Det senaste valet hölls 14 januari 2021, och striden stod mellan musikern och aktivisten Robert Kyagulanyi – känd under artistnamnet Bobi Wine – och Yoweri Museveni. Landets valkommission uppgav att presidenten fick 58,6 procent av folkets stöd och Bobi Wine 34,8 procent, vilket innebar att Museveni fick en sjätte mandatperiod på posten. Oppositionsledaren Bobi Wine sade att utbredda bedrägerier förekom.

## Geografi

### Topografi
Landet är beläget på en högplatå norr om Victoriasjön och i landets västra och östra områden finns gravsänkor, vulkaner och horstberg vilka utgör naturliga landgränser mot grannländerna. Mot Kenya finns flera berg, däribland vulkanen Mount Elgon som når upp till 4 321 m ö.h. samt Kadam, Moroto och i nordöst Morungole. Mot Sudan finns också flera berg, däribland Langiabergen.
Högplatån som landet är beläget på är svagt kuperat och sluttar mot norr från 1 500 m ö.h. till ca 1 000 m ö.h. De vulkaniska Virungabergen är beläget i Ugandas sydvästra hörn.

### Hydrografi
Uganda har många sjöar och floder, däribland Victoriasjön som är världens näst största insjö med färskvatten.

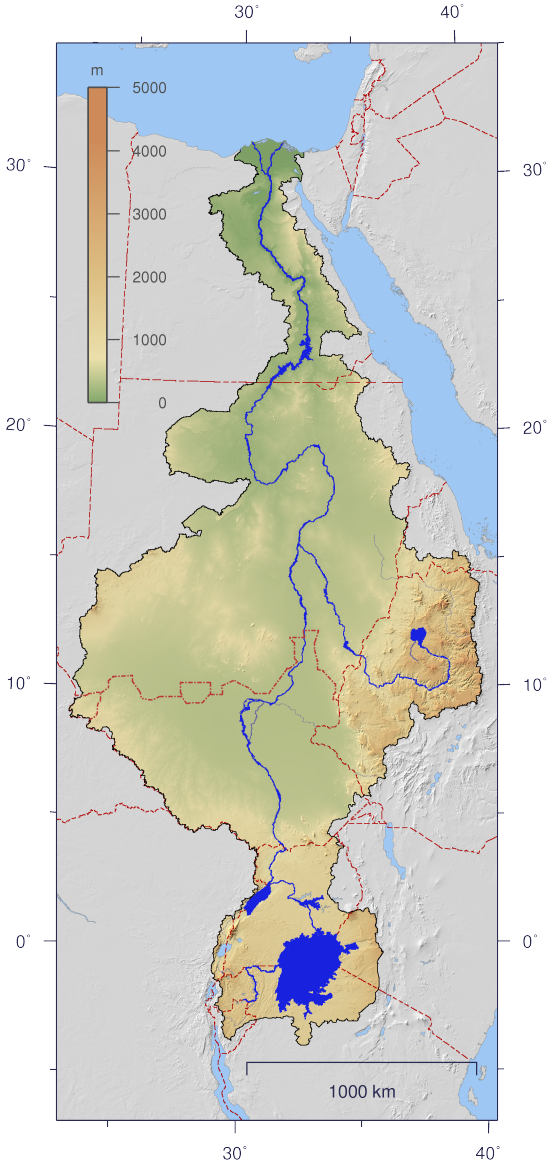
Nilens avrinningsområde.

Från Victoriasjön flyter Victoria-Nilen mot norr, genom flera vattenfall, som till exempel Owenfallen, Karumafallen och Kabalegafallen, innan den når den grunda Kyogasjön och därefter Albertsjön i väster. Albertsjön är en djup gravsänka i bergen. Edwardsjön ligger söder om Albertsjön och mellan de två sjöarna höjer sig horsten Ruwenzori 5 119 m. ö.h. Albert-Nilen fortsätter från Albertsjön och vidare mot Sudan.

### Klimat
Uganda ligger vid ekvatorn vilket innebär att dagsljuset alltid varar omkring 12 timmar. Landets klimat är tropiskt, men förändras något med avseende på höjdläge och sjöar. Nordostliga och sydvästliga luftströmmar rådet, och mycket små variationer i klimatet sker på grund av årstid.
Det råder ingen torka i Uganda utan de flesta delar av landet får tillräcklig nederbörd. I nordost är årsnederbörden omkring 500 mm och landets högsta nederbörd uppmäts på Seseöarna i Victoriasjön där årsnederbörden är omkring 2000 mm. I landets södra delar förekommer två regnperioden, från april till maj samt från oktober till november. Där emellan kan tropiska åskstormar passera. I landets norra delar råder en regnperiod från april till oktober som följs av en torrare period från november till mars.

### Växt- och djurliv
Den stora regnskogen i Uganda täckte år 2007 ungefär 25 procent av landets yta. Det är de stora regnskogarna som gjort att landet kommit att kallas "Afrikas gröna pärla", och bergsgorillor lever i regnskogen på gränsen till Rwanda. Två tredjedelar av landet utgörs av savanner och odlad mark, och på savannen dominerar trädarter som Combreʹtum och akacior.

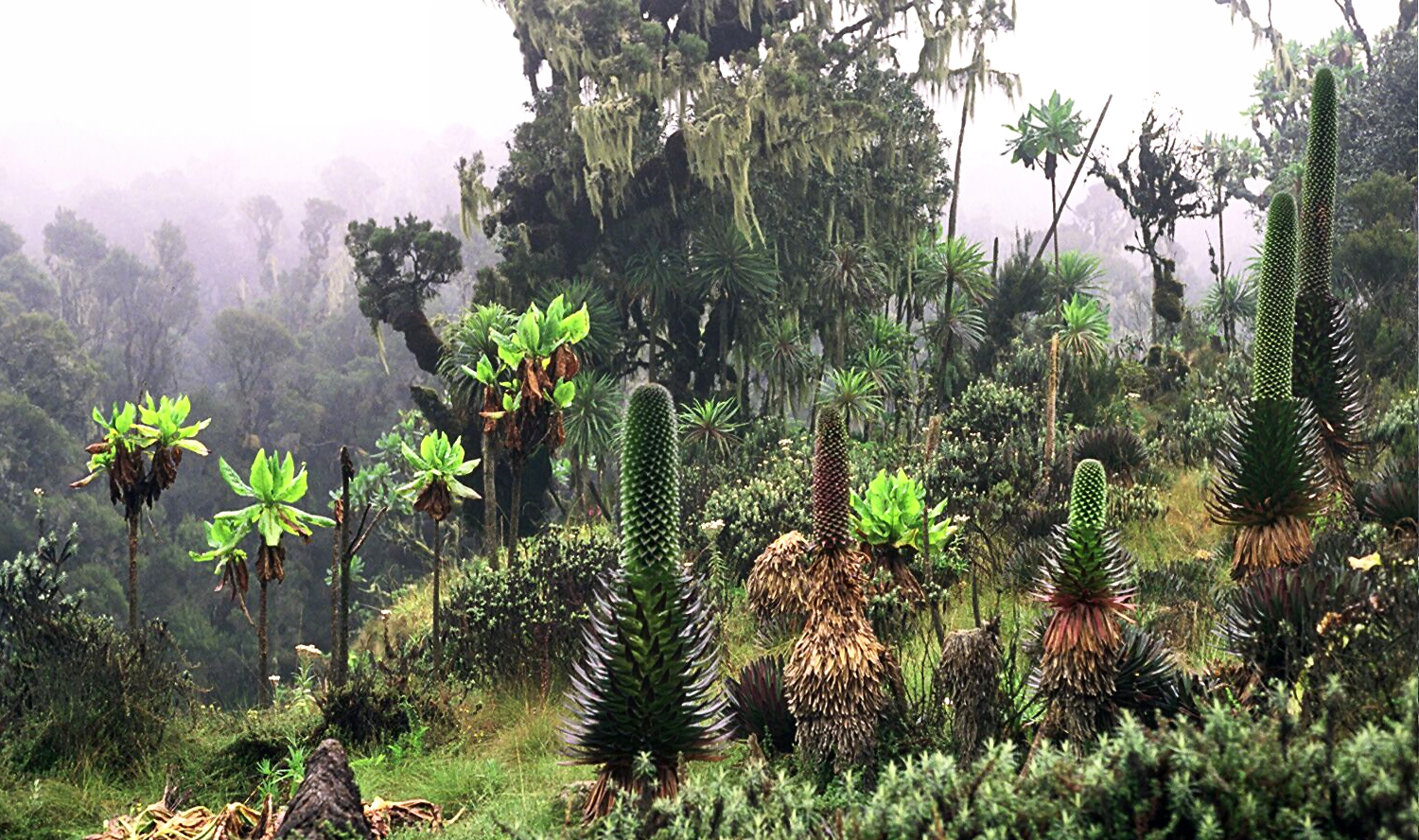

Den afroalpina floran, som inkluderar jättelobelior och jättesenecio, finns på Mount Elgon, Ruwenzori samt Virunga, och Ugandas flora omfattar ungefär 5 500 arter kärlväxter. Landets resterande yta består av våtmarker samt snår- och buskmark.
Landets djurliv är artrikt och varierat tack vare att den östafrikanska savannfaunan och den västafrikanska regnskogsfaunan möts i Uganda, och utöver detta finns också en bergsfauna. Totalt finns 340 arter av kända däggdjur, 820 arter häckande fåglar, 150 arter kräldjur och 50 arter groddjur i lander.
Kring Victoriasjön och Albertsjön finns en rik cichlidfauna och många av dessa är endemiska. På savannen återfinns bland annat ett större antal arter av antiloper samt afrikansk buffel, vanlig zebra, giraff, afrikansk elefant, flodhäst, vårtsvin, lejon, leopard och anubisbabian. Där finns också ett fåtal spetsnoshörningar, men trubbnoshörningar har helt försvunnit. I skogen återfinns bland annat schimpans och  bergsgorilla.

### Naturskydd
Enligt uppgifter från år 2022 var Ugandas största miljöproblem att våtmarkerna dränerades till förmån för jordbruket. Andra miljöproblem var avskogning, överbetning och jorderosion. Dessutom gjorde industriella utsläpp att vatten förorenats och i Victoriasjön förekom angrepp av vattenhyacint. Det fanns också problem med utbredd tjuvjakt.

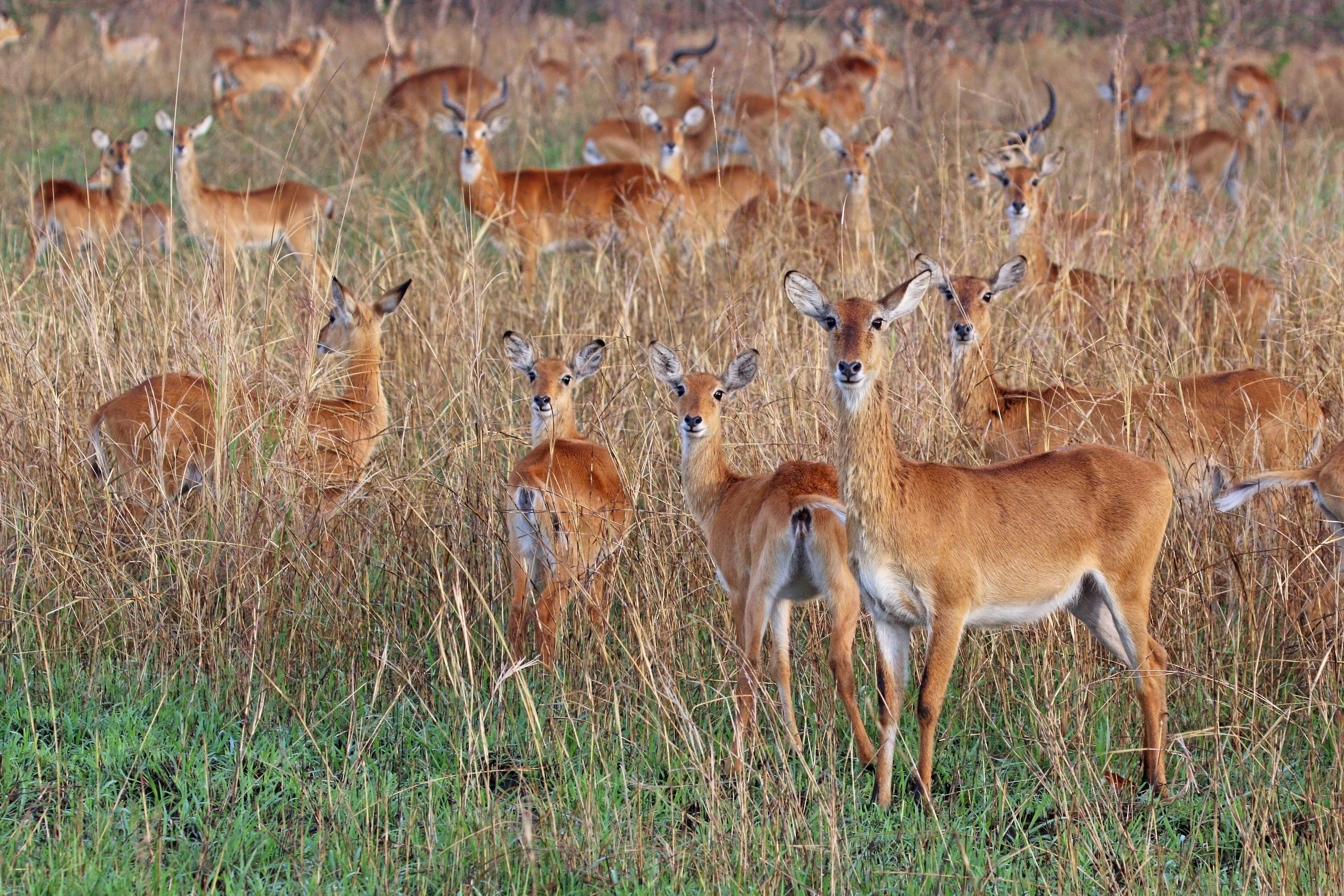

Inbördeskriget, liksom andra oroligheter, skadade Ugandas djurliv, men det finns nationalparker, viltreservat och naturreservat. Enligt uppgifter från år 2011 fanns bland annat 10 nationalparker, 12 viltreservat och 12 naturreservat, däribland världsarven Ruwenzori Mountains och Bwindi Impenetrable Forest, men också Mgahinga Gorilla och Murchison Falls.

## Styre och politik

### Författning och styre
Presidenten i Uganda, för tillfället Yoweri Kaguta Museveni, är både statschef och regeringschef. Presidenten utser en premiärminister (Prime Minister of Uganda), för tillfället Ruhakana Rugunda, som hjälper presidenten att leda landet. Parlamentet utgörs av nationalförsamlingen (National Assembly of Uganda), som har 332 medlemmar. 104 av dessa är nominerade av intressegrupper, som innefattar kvinnor och armén (UPDF). Kvarvarande medlemmar väljs på fyra år genom val.

### Administrativ indelning
Uganda är indelat i 111 distrikt och en stad (huvudstaden Kampala) uppdelat i fyra administrativa regioner. De flesta distrikten har namngetts efter den huvudsakliga tätorten med kommersiellt och administrativt centrum. Vart och ett av distrikten är sedan indelat i counties och municipalities. Den högste valda företrädaren för ett distrikt är den valde ordföranden av distriktets fullmäktigeförsamling.  
Parallellt med den officiella administrativa indelningen finns det fem traditionella kungariken med viss kulturell autonomi: Toro, Ankole, Busoga, Bunyoro och Buganda.

### Politik
Mellan åren 1986 och 2005 hade Uganda ett så kallat «null-parti-system», vilket betydde att de folkvalda inte skulle tillhöra något politiskt parti. Efter en folkomröstning år 2005 infördes dock möjligheten att tillhöra ett politiskt parti och i valet året därpå deltog sex partier. President Musevenis parti Nationella Motståndsrörelsen, som de facto haft makten sedan år 1986, fick i det valet en majoritet av posterna i nationalförsamlingen. De första politiska valen hölls år 1996 och då ställde Museveni upp som, officiellt, oberoende kandidat. Året innan gjordes en konstitutionsändring där kvinnor kom att ha en viktig roll i utformningen.

### Mänskliga rättigheter
Kampen om oljetillgångarna har lett till interna konflikter och misstankar mot högre tjänstemän som misstänks för att ha försökt tillskansa sig ekonomiska fördelar i förhandlingarna om oljeutvinning och försäljning av delar av oljefälten. I oktober 2011 påbörjades en mutbrottsutredning som initierades av att Crane Bank erbjöd sig släppa information till myndigheterna i Uganda och parlamentet mot att bankens ägare inte skulle fällas för medverkan. Dr. Sudhir Ruparelia har tidigare fällts och straffats för ett flertal liknande brott, men var i detta fall statens huvudvittne. Som huvudvittne väntades Dr. Sudhir Ruparelia undgå åtal och sitta kvar i Crane Banks ledning. De huvudmisstänkta var Ugandas utrikesminister Sam Kutesa och inrikesministern Hillary Onek. Kopior på verifikat visar att Kutesa mottog mutorna genom sitt privata bolag East African Development Company. Dokumenten som redovisats i parlamentet visar att 17 miljoner brittiska pund (mer än 70 miljarder UGX) överfördes genom banken EFK i Zürich. Pengarna skickades från ett konto i en bank på Malta tillhörigt Tullow Oil genom en transaktionsbank i Dubai. Ministrarna var de första högre myndighetspersoner som åtalats till följd av Ugandas hårdare kamp mot korruption.

## Ekonomi och infrastruktur

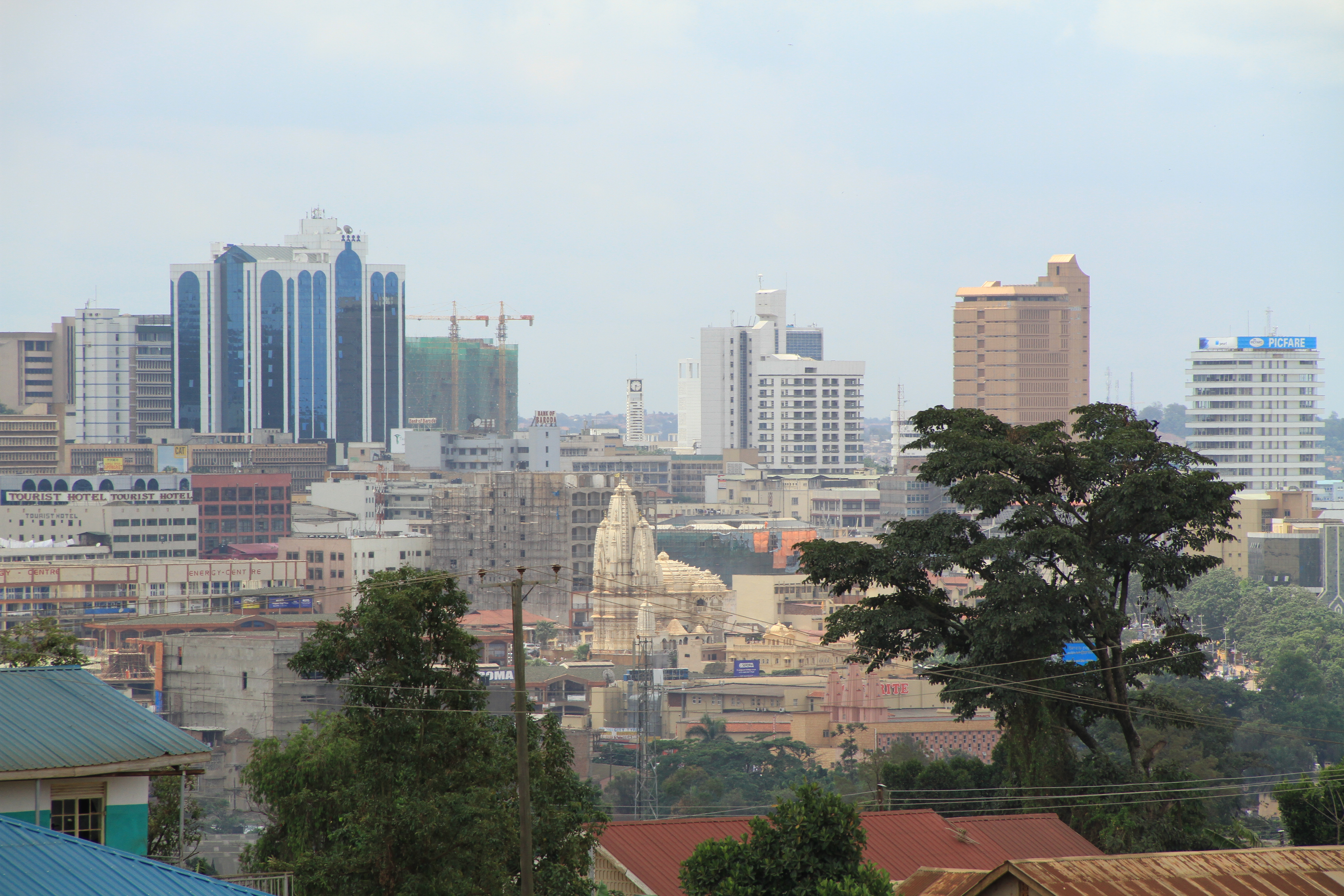
Kampalas centrum under snabb tillväxt.

Från år 1960 fram till början på 00-talet var Ugandas BNP i princip oförändrad , samtidigt som folkmängden stadigt ökade. BNP per capita, alltså fördelat på folkmängden, var år 1993 nere på 180 dollar. En stor del av problemen med landets ekonomiska utveckling kan härledas till diktaturen under Idi Amin på 1970-talet. Asiater utvisades då och dessa var i många fall drivande för Ugandas näringsliv. Dessutom beslagtogs fastigheter som ägdes av utlänningar, utan ersättning, och förstatligades och asiater som ägde företag fick se företagen ges till officerare i Ugandas armé. Resultatet blev att industrin avstannade liksom turismen och biståndet. Förutom detta upplöstes handelsavtal som ingåtts under 1960-talet. Under 1980-talet präglades ekonomin av det pågående inbördeskriget, men den nya regering som tillträdde år 1986 började genomföra ekonomiska reformer. Utvecklingen bromsades dock av kriget i norra Uganda, Kongo-Kinshasa och av den pågående aids-epidemin.
Sedan början av 00-talet har dock BNP ökat kraftigt, från 6,19 miljarder år 2000 till 37,6 miljarder år 2020, vilket är en ökning på över 600 procent under 20 år. BNP per capita steg således också, men låg kvar på låg nivå och vsr årr 2020  800 dollar. År 2008 levde 51 % av befolkningen fortfarande under fattigdomsgränsen, det vill säga på mindre än 1,25 dollar (ungefär 10 kronor) per dag.
Den snabba ökningen av BNP ledde till att räntorna på utlåning ökade och år 2011 kostade det cirka 28,5 % att ta ett banklån i en större bank. Bakom framgången låg en offensiv reformpolitik i kombination med stabila priser på landets största exportvara, kaffe, utvecklingsbistånd och lån från Internationella valutafonden samt en minskning av antalet offentligt anställda. Dessutom upptäcktes oljefyndigheter i landet under 00-talet. Efter år 2016 har dock den ekonomiska utvecklingen avstannat som en följd av ökade offentliga utgifter och ökade offentliga skulder. Den största delen av statsbudgeten användes till investeringar i energi- och infrastruktur. Andra offentliga investeringar och utvecklingsprojekt finansierades till största del av bistånd. I början av år 2022 fanns hopp om oljeindustrins utveckling i landet, samtidigt som konflikterna i Sydsudan påverkade både inflödet av flyktingar till landet och också minskade Ugandas export eftersom Sydsudan var ett av landets viktigaste exportländer.

### Näringsliv
| Sektor   | Andel av BNP (2017) | Andel av arbetskraften (2013) |
| -------- | ------------------- | ----------------------------- |
| Jordbruk | 28,2 %              | 71 %                          |
| Industri | 31,1 %              | 7 %                           |
| Service  | 50,7 %              | 22 %                          |

#### Jord- och skogsbruk, fiske
Jordbruket är viktigt för Uganda, både för export, men också som andel av BNP. Majoriteten av befolkningen arbetar inom jordbrukssektorn och mer än hälften av produktionen utgörs av självhushållsjordbruk. I södra Uganda är nederbörden större och jorden bördig, varför en stor del av jordbruket återfinns där. Noterbart är att många kvinnor inte bara brukar marken utan också äger den. Jordbruket sker på traditionellt vis, med handhack och andra verktyg, och med liten tillgång till gödnings- och ogräsmedel.
De viktigaste grödorna som odlas för försäljning är kaffe och bomull. För export odlas te och snittblommor, och som livsmedel odlas bland annat majs, hirs, bönor, sorghum, kassava, sötpotatis, mjölbananer, jordnötter, sojabönor, kål, grönsaker, morötter, lök, tomater och olika sorters paprika.

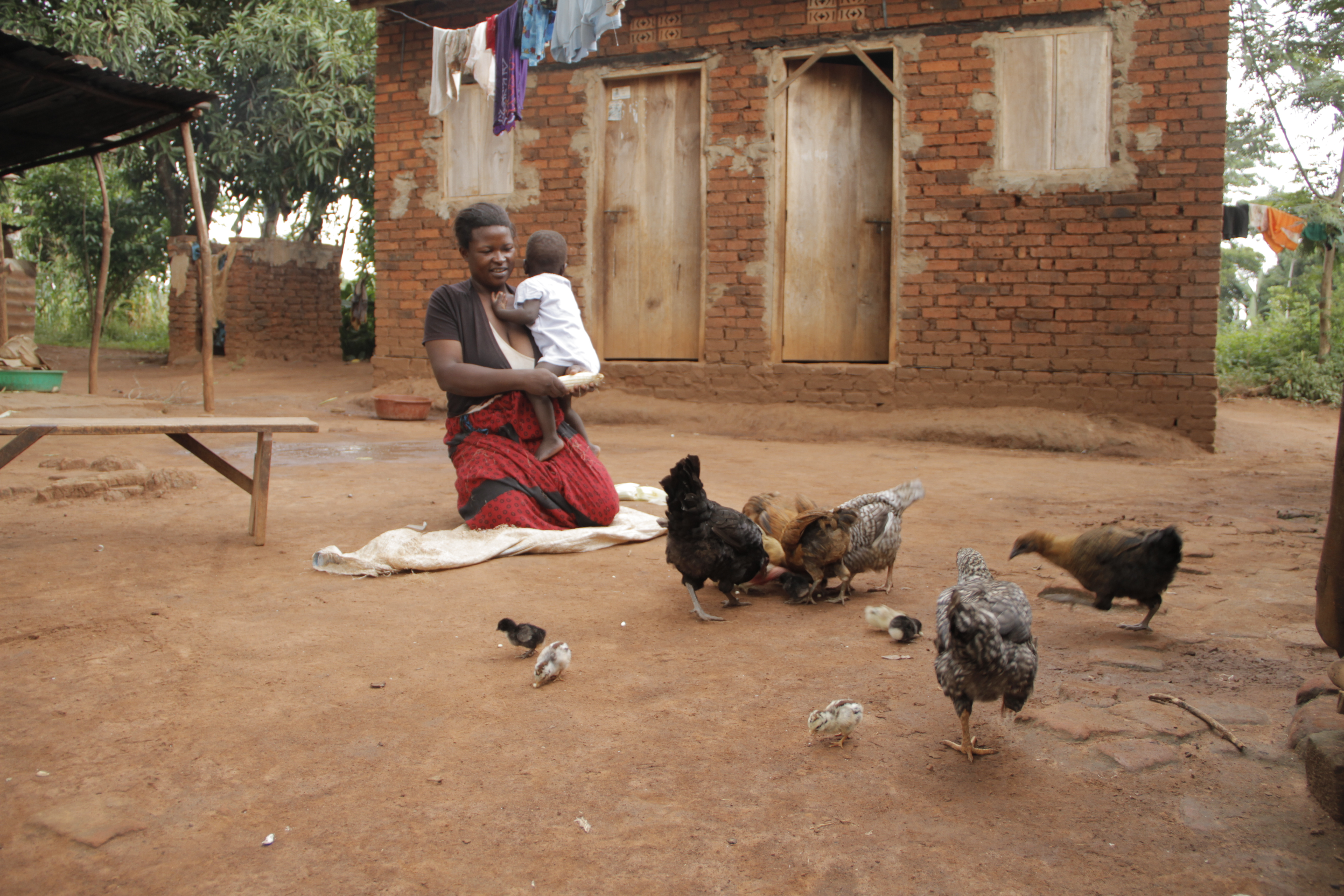

Som boskap hålls nötkreatur, får, getter, grisar, kycklingar, ankor samt kalkoner och försök har gjorts för att introducera hållning av kaniner. Särskilt i västra delen av Uganda uppmuntras befolkningen att hålla boskap, men det äts ytterst lite kött i Uganda, och det kött som äts är företrädesvis fågel. Mjölkproduktion är dock en växande sektor.
År 1987 förbjöds export av virke, i syfte att reglera skogsbruket genom lagstiftning. I mitten av 1990-talet återupptogs dock exporten och ett problem har varit att den inhemska konsumtionen av ved och träkol har tömt landets reserver. Med stöd av FN har projekt genomförts för att rehabilitera skogsbruket.
Fisket har stor potential i och med den stora arealen med sjöar och floder i Uganda. I slutet av 1980-talet gjordes utländska investeringar i fiskberedningsanläggningar men dessa kom senare att stoppas på grund av oron för utfiskning. Ett annat problem med fisket har varit att de herbicider som användes för att förstöra vattenhyacinten som satt igen en del sjöar, också förstörde fisken. Fiskexporten förbjöds därför i början av 2000-talet, förbudet har senare upphävts och fisk och fiskprodukter är nu en viktig exportvara.

#### Energi och råvaror
Ett stort problem är den låga tillgången till elektricitet bland befolkningen. Den gör att människor förlitar sig på andra sätt för att till exempel få belysning, exempelvis petroleumlampor eller öppen eld. Bortsett från brandrisken och den höga kostnaden för peteoleumbelysning, är det också förenat med hälsoproblem och är dessutom skadligt för miljön.
År 2019 beräknades endast 29 % av befolkningen ha tillgång till elektricitet. I urbana områden steg dock siffran till omkring 66 % medan den var omkring 17 %  i glesbefolkade områden. År 2016 beräknades 19 % av energin produceras med hjälp av fossila bränslen, och året därpå beräknades 68 % av energin produceras med hjälp av vattenkraft. Resterande elproduktion kom från andra förnybara energikällor.
Under oljeprospekteringar i Uganda under senare delen av 2008 upptäcktes de största oljefälten söder om Sahara. Planering av uppbyggnaden av raffineringskapacitet och pipelines pågår och oljefälten har beräknats vara större eller lika stora som fälten i Saudiarabien och vid Persiska viken. "Ugandas oljereserver kan motsvara Gulfländernas", enligt vad Sally Kornfeld, analytiker vid avdelningen för fossila bränslen vid USA:s energidepartement, har sagt.

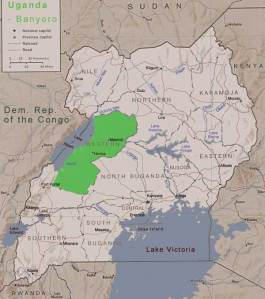
Bunyoro i Uganda.

I ett omfattande program har en så kallad mineral air scan genomförts sedan 2005 och ett stort antal depåer av nyckelmetaller har påträffats. Från den redovisade kartan över dokumenterade fyndigheter, där guld var den mest framträdande, har man lokaliserat såväl basmetaller som järn, koppar, tenn, wolfram, bly, zink, beryllium, vismut, krom, kobolt och columbit-tantalit, som en lång rad andra jordartsmetaller och industrimineraler. Ugandas största mineralförekomst är dock fortfarande guld. Det så kallade green stone belt i Demokratiska Republiken Kongo, som har gjort Kongo till en av världens största guldexportörer, fortsätter in i Uganda. Dessa guldförekomster upptäcktes redan under brittiska kolonialtiden, men har sedan dess inte utvunnits i någon större omfattning. Förekomsterna har nu återupptäckts och gruvbolaget Northern Mines Ltd. påbörjade 2016 en rekognosering i  grönstensbältet. Gruvnäring är en av Ugandas områden med stor utvecklingspotential.

#### Tjänster och turism
Nilens alla stora vattenfall och flodens djurliv, bergsgorillorna, de heta källorna, schimpansreservatet på ön Ngamba och Ssese-öarna i Victoriasjön, Ugandas storviltsreservat och bergskedjan Ruwenzoris ("Månbergen") snöklädda berg hör till några av de många populära turistmålen för besökare och safari-resenärer till Afrika.
Uganda har många hundratals mil stränder, hundratals öar i Ssese-öarna i Victoriasjön, hundratals floder och småsjöar vilket har lett till satsning på miljöturism Lodger och Yacht clubs, resorter och stora femstjärniga hotell har byggts och exploateringen sker framförallt utefter Victoriasjöns stränder. Innan Uganda blev självständigt var turism en av Ugandas största inkomstkällor och det är fortfarande möjligt att hitta rester av brittiska golfklubbar, idrottsanläggningar och rugby- och cricketplaner över hela Uganda.

### Infrastruktur

#### Transporter
| Transportnät | Antal            | Varav                           |
| ------------ | ---------------- | ------------------------------- |
| Flygplatser  | 47 st (2013)     | 5 är asfalterade (2019          |
| Järnväg      | 1244 km (2014)   |                                 |
| Vägnät       | 20 544 km (2017) | 4 257 km var asfalterade (2017) |

I Ugandas tidigare huvudstad Entebbe finns landets största internationella flygplats. I slutet på 1990-talet hade flygresorna dit utökats och flögs av både lokala och större internationella flygbolag både inrikes och internationellt.
Uganda är ett kustlöst land och är därför  beroende av Kenya och Tanzania för tillgång till vattenvägar och hamnar.
Landets järnvägar förbinder huvudstaden Kampala med hamnen i Mombasa, Kenya. Denna järnvägsled passerar genom orter som Jinja, Tororo, Leseru, Nakuru och Naivasha. En annan järnvägsled förbinder Kampala med landets västra delar, och slutstationen är då gränsstaden Kasese. Tågresor används dock sällan av allmänheten.
En liten andel av landets vägar är asfalterade och många vägar är i dåligt skick enligt uppgifter från år 2022.

#### Post, telefoni och Internet
Sedan mitten av 1990-talet har antalet telefonlinjer fördubblats, men mobiltelefoni är vanligare än fast telefoni. Mobilnätet har funnits sedan mitten av 1990-talet  och användningen har därefter ökat snabbt liksom användning av Internet.

#### Utbildning och forskning

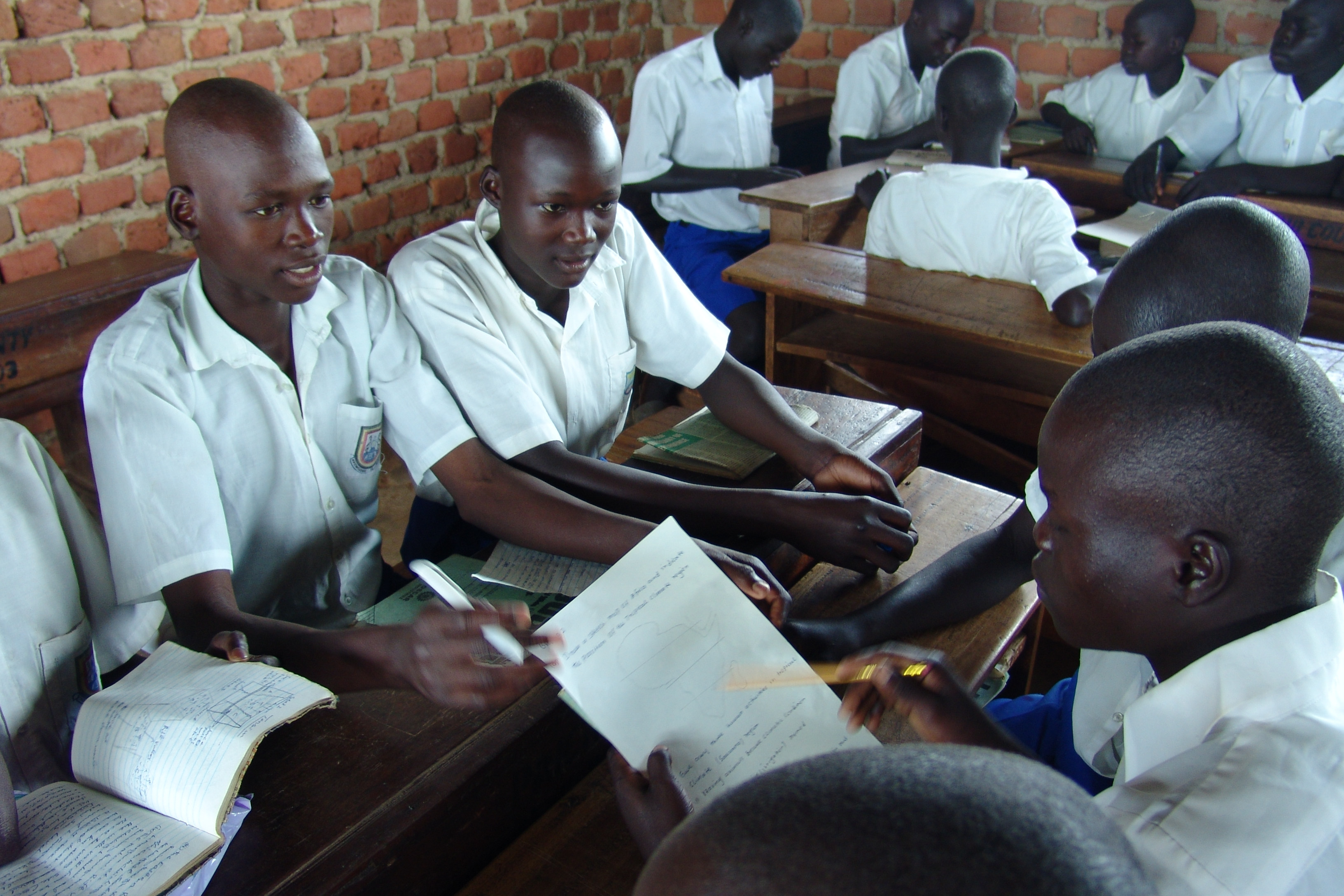
Studenter i Uganda.

Enligt uppgifter från år 2018 var andelen läs- och skrivkunniga bland befolkningen över 15 år 76,5 %. År 2020 lades 3 % av BNP på utbildningen i landet.
Sedan Ugandas självständighet år 1963 har stor vikt lagts vid landets utbildning och den har varit en central del i de nationella utvecklingsplanerna. Strukturen är starkt influerad av Storbritanniens system och har i det stora hela sett likadant ut hela tiden.
Ugandas skolväsende består av sju år i primärskola som efterföljs av två kompletterande stadier om fyra respektive två år. Skolor drivs i både privat och statlig regi och primärskolan börjar vid sex års ålder och sekundärskolan vid 13 års ålder.
En stor andel av de äldsta skolorna i Uganda har sitt ursprung från europeiska, kristna missionärer. När landet senare blev självständigt kom deras roll att ersättas av regeringen, men privata skolor har fortsatt vara en viktig del av utbildningsväsendet då det fortsatt funnits begränsat antal gymnasieskolor.
I syfte att snabbt öka läskunnigheten bland befolkningen genomfördes år 1997 en större policyförändring kallad Universal Primary Education i Uganda. Detta innebar att regeringen åtog sig att betala skolavgifterna för föräldralösa barn samt för upp till fyra barn per familj. Resultatet blev att närvaron i skolan ökade. År 2007 påbörjades en liknande satsning för senare utbildning.
Öst- och centralafrikas första större institutionen för högre utbildning var Makerere University som öppnades år 1922, och började som en teknisk skola. Senare har universitet utvecklats och inkluderar numer en medicinsk fakultet samt fakulteter för  jordbruk och skogsbruk, konst, utbildning, teknik, juridik, naturvetenskap, samhällsvetenskap och veterinärmedicin. Sedan 1980-talet har ett antal nya institutioner för högre utbildning öppnats, däribland Mbarara University of Science and Technology, Uganda Christian University (tidigare Bishop Tucker Theological College), Uganda Martyrs University och Islamic University in Uganda. Därtill finns också  grundlärarhögskolor, tekniska skolor och högskolor samt handelshögskolor.

#### Sjukvård, andra viktiga samhällstjänster
Det råder i början av 2020-talet en stor brist på kvalificerad sjukvårdspersonal. Låga löner har dessutom lett till att de läkare och sjuksköterskor som finns i landet emigrerat, vilket lett till ännu större brist.

## Befolkning

### Demografi

#### Större städer
| Invånarantal 2014 | Invånarantal 2014 |
| ----------------- | ----------------- |
| Kampala           | 1 516 210         |
| Kira              | 313 761           |
| Mbarara           | 195 013           |
| Mukono            | 161 996           |
| Gulu              | 152 276           |
| Nansana           | 144 441           |
| Masaka            | 103 829           |
| Kasese            | 101 679           |
| Hoima             | 100 625           |
| Lira              | 99 059            |

#### Minoriteter
Ugandas invånare bestod, enligt siffror från folkräkningen år 2014, av drygt 40 olika folkgrupper.

#### Migration
Över tid har människor både flytt från Uganda och flytt till Uganda. I början av 2022 tog Uganda till exempel emot tiotusentals emigranter från Demokratiska republiken Kongo, Sydsudan och andra närliggande länder. Totalt fanns år 2020 1,4 miljoner flyktingar i Uganda, och landet var då det land i Afrika som tagit emot flest flyktingar. I samband med att Covid-19 pandemin bröt ut stängdes dock gränserna. Faktum är att flyktingar från grannländerna har sökt skydd i Uganda sedan 1950-talet.
År 1972 beslutade den dåvarande presidenten Idi Amin att utvisa landets sydasiatiska befolkning, i syfte att återta Uganda från invandrare och återlämna landet till ugandierna. Detta innebar dock att man utvisade en stor del av landets affärsmän och bankirer, då dessa i huvudsak bestod av sydasiatiska migranter.
Under tiden fram till början av 2020-talet har dock tusentals ugandier istället valt att emigrera på grund av fattigdom, för att söka jobb eller för att få bättre tillgång till naturresurser.

### Språk
Engelska och swahili är officiella språk. Engelska är dock det språk som används i officiella sammanhang och lärs ut i skolorna samt är det språk som används i till exempel dagstidningar. Andra talade språk är bland annat ganda (eller luganda), andra niger-kongolesiska språk, nil-sahariska språk samt arabiska.

### Religion
I början av 2000-talet betecknade sig de flesta ugandier som kristna, men många var också muslimer. Ungefär en tredjedel av befolkningen tillhörde Church of Uganda. Enligt 2014 års skattning var 45 % av befolkningen protestanter, 39 % katoliker, 13,7 % muslimer och resterande andel hade en annan religion eller utövade ingen religion alls.
Det finns flera inhemska traditionella religioner i Uganda, spridda bland de folk som bor i landet. Bland dessa finns det vissa element som förekommer i flera av religionerna. De har ofta flera gudar eller andar de tror på, vilka är av olika vikt och betydelse. De tror även på att de dödas andar lever kvar och de har ofta en förfädersdyrkan. De här religionerna har blivit mindre och mindre spridda sedan kolonisationen tog fart i Uganda på 1800-talet. I början av 2000-talet utövade 18 % av Ugandas befolkning inhemska religioner.
Bantufolket Baganda, Ugandas största etniska befolkningsgrupp, trodde på en skapargud de kallade Katonda. Denne gud hade varken några föräldrar eller någon avkomma. Man tillägnade Katonda tre tempel i Baganda, alla belägna i Kyaggwadistriktet och skötta av präster av Njovuklanen. Utöver Katonda fanns det även fler gudar och andar, dessa kallades Balubaale och låg bakom såväl framgång som misslyckande i bland annat hälsa, affärer och jordbruk. Baganda trodde att själen levde vidare efter att kroppen dött. En vanlig människas ande kallades mizemu och man trodde att de här spökena hemsökte dem den döde hyste agg mot. En mizimu troddes kunna inta objekt i naturen, såsom stenar och träd, och om de gjorde det blev de istället misambwa.
Basambwia- och Bagwefolken trodde att det bland människorna fanns högre väsen. De trodde även på att de dödas andar levde vidare och att dessa var tvungna att hållas lugna för att inte orsaka olycka, sjukdom och död. För att hålla dessa andar lugna hade varje familj ett tempel man kallade indaro, där man gav andarna offergåvor.
Bakonjofolket trodde på och dyrkade två högre väsen, Kalisa och Nyabarika. Kalisa var till hälften människa och till hälften monster. Nyabrika trodde man var den störste anden och denne bar på kraften att hela, döda, hemsöka samt kraften att framkalla både fruktbarhet och ofruktbarhet. Både Kalisa och Nyabrika tillägnades små bambutempel.  
Bagisufolkets tro var starkt förknippad med häxkraft. En annan viktig del i tron var förfädernas andar, som man trodde kontrollerade händelser i de levandes vardag. Det var därför viktigt att hålla dessa tillfreds.
Batooro och Byankore hade en gud de kallade Ruhanga. Man trodde han var skaparen av allt och en god och välvillig gud, och så länge man inte skadade Ruhanga gjorde inte heller han någon ont. Man trodde även på onda andar, trollkarlar och häxor som genom sin magi kunde orsaka infertilitet, sjukdom, olycka, död, dåligt väder och torka. Man trodde att vissa människor var medium som jobbade för Ruhanga, men att det vid sidan av dessa också fanns de som jobbade för djävulen. Man trodde på fler gudar och andar, emandwe. Dessa kunde vara unika för varje familj eller klan. Man dyrkade dessa gudar genom dans och sång eller med offergåvor i form av öl och getkött.
Nilotikerna: Folkgrupperna acholi, lugbara, langi, jophadhola och alur trodde på ett högre väsen de kallade Jok. Joks tempel kallades abila, och i det gavs alla offergåvor åt guden. De hade även en gud vid namn Lubanga, som var ond och behövde då och då lugnas. Dessa folk hade fler gudar och andra andliga väsen de trodde på, Bandwa, Jupa Jogi och Jupa Jok hette några av de viktigaste. Att dyrka gudarna var inget man rutinmässigt gjorde, utan något man ägnade sig åt i tider av sjukdom och annan olycka. Deras myter berättade historier som sade att den första människan var en man vid Luo, hans far var Jok och hans mor var jorden. Lugbara hade en skapelsemyt där en övernaturlig kvinna, Meme, fick sin livmoder fylld med alla levande varelser på jorden av gud. En gasell skulle sedan ha sparkat sönder livmodern. Alla djur sprang och så uppkom liv på jorden. Dessa folk trodde också att de dödas andar levde kvar. De trodde att andar av döda familjemedlemmar kunde hjälpa de i släkten som ännu var vid liv om man behandlade dem väl och därför gav man dessa offergåvor.
Nubi hade en animistisk tro, alltså att icke levande ting hade andar. Av alla andar så var den viktigaste och mest centrala i deras tro den som tillhörde Nilen. 
Madifolket trodde på förfäder som de kallade för ori. De trodde att dessa hade en direkt anknytning till de levandes värld och all olycka de råkade ut för skylldes på andarna. När någon blev sjuk eller drabbades av någon annan olycka, anlitades en häxdoktor som hjälpte den drabbade att ta reda på vilken död släkting som låg bakom det onda. När det var bestämt offrade man saker till anden för att lugna den.

### Sociala förhållanden
Uganda har antagit lagstiftning som ska ge skydd till kvinnor, barn och etniska minoriteter. Homosexuella handlingar är däremot förbjudna och kan leda till livstids fängelse eller i vissa fall dödsstraff.
Även om det finns lagstiftning, finns stora problem med diskriminering mot kvinnor, liksom problem med barnmisshandel och sexuella övergrepp och våldtäker mot barn. Dessutom finns luckor i lagstiftningen som gör att det till exempel är lagligt med sexuellt umgänge med pojkar. Lagen om förbud mot kvinnlig könsstympning som antogs år 2010 verkar dock ha gett viss effekt, då andelen som könsstympas sjönk från 1,4 % år 2011 till 0,3 % år 2016.

### Hälsa
| Hiv och aids          | 2020      |
| --------------------- | --------- |
| Andel av befolkningen | 5,4 %     |
| Antal                 | 1 400 000 |
| Dödsfall per år       | 22 000    |

Uganda var det första afrikanska land som lyckades bekämpa hiv- och aidsepidemin, men var också ett av de länder som drabbades hårdast. I början av 1990-talet var nästan 11 % av befolkningen i åldrarna 15-49 smittade, men i början av 2000-talet hade den siffran nästan halverats till 6,5 %. Sen början av 2000-talet har andelen smittade dock endast ändrats lite grann.
Andra vanliga dödsorsaker som bör nämnas är malaria, lung- och diarrésjukdomar och tuberkulos. Lungsjukdomar är i stor utsträckning relaterade till brist på elektricitet och att petroleum eller öppen eld används för belysning.

## Internationella rankningar
| Organisation                                | Undersökning                   | Rankning   |
| ------------------------------------------- | ------------------------------ | ---------- |
| Heritage Foundation/The Wall Street Journal | Index of Economic Freedom 2019 | 95 av 180  |
| Reportrar utan gränser                      | Pressfrihetsindex 2019         | 125 av 180 |
| Transparency International                  | Korruptionsindex 2018          | 149 av 180 |
| FN:s utvecklingsprogram                     | Human Development Index 2018   | 159 av 189 |